# Pseudophilautus lunatus
Espèce
Synonymes
- Philautus lunatus Manamendra-Arachchi & Pethiyagoda, 2005

Statut de conservation UICN

 CR B1ab(iii) : 
En danger critique
Pseudophilautus lunatus est une espèce d'amphibiens de la famille des Rhacophoridae.

## Répartition
Cette espèce est endémique du Sri Lanka. Elle semble n'être présente que dans une zone de taille réduite située dans le sud-ouest de l'île à environ 1 270 m d'altitude dans les monts Rakwana,.

## Étymologie
Son nom d'espèce, du latin lunatus, « Lune », lui a été donné en référence à sa localité type du nom cingalais de Handapan Ella qui signifie « les plaines au clair de Lune ».

## Publication originale
- Manamendra-Arachchi & Pethiyagoda, 2005 : The Sri Lankan shrub-frogs of the genus Philautus Gistel, 1848 (Ranidae: Rhacophorinae), with description of 27 new species. The Raffles Bulletin of Zoology, Supplement Series, no 12, p. 163-303 (texte intégral).